# Eleni Kouvdou
Eleni Kouvdou (grekiska: Ελένη Κούβδου), född 9 augusti 1989 i Aten, är en grekisk vattenpolomålvakt. Hon ingick i Greklands landslag vid världsmästerskapen i simsport 2011.
Kouvdou tog VM-guld 2011 i Shanghai och EM-silver 2010 i Zagreb samt 2012 i Eindhoven.